# Схема (психологія)
У психології та когнітивній науці схема (мн. схеми) описує модель мислення чи поведінки, яка організовує категорії інформації та зв'язки між ними. Її також можна описати як ментальну структуру попередньо сформованих ідей, структуру, що представляє певний аспект світу, або систему організації та сприйняття нової інформації, таку як ментальна схема або концептуальна модель. Схеми впливають на увагу та засвоєння нових знань: люди з більшою ймовірністю помітять речі, які вписуються в їхню схему, переосмислюючи протиріччя зі схемою як винятки або спотворюючи їх, щоб відповідати. Схеми мають тенденцію залишатися незмінними, навіть перед лицем суперечливої інформації. Схеми можуть допомогти зрозуміти світ і навколишнє середовище, що швидко змінюється. Люди можуть швидко організувати нове сприйняття у схеми, оскільки більшість ситуацій не вимагають складного мислення при використанні схеми, оскільки все, що потрібно, — це автоматичне мислення.
Люди використовують схеми, щоб упорядкувати поточні знання та створити основу для майбутнього розуміння. Приклади схем становлять ментальні моделі, соціальні схеми, стереотипи, соціальні ролі, сценарії, світогляд, евристики та архетипи. У теорії розвитку Піаже діти будують низку схем на основі взаємодії, яку вони відчувають, щоб допомогти їм зрозуміти світ.

## Історія
«Схема» походить від грецького слова schēmat або schēma, що означає «фігура».
До використання у психології термін «схема» в основному використовувався у філософії. Наприклад, «схеми» (особливо «трансцендентні схеми») є вирішальними для архітектурної системи, розробленої Іммануїлом Кантом у його «Критиці чистого розуму».
Ранні розробки цієї ідеї у психології виникли з гештальт-психологами (засновниками яких був Макс Вертгеймер) і Жаном Піаже. Термін schéma був введений Піаже в 1923 році. У пізніших публікаціях Піаже схеми дії (оперативні чи процедурні) відрізнялися від образних (репрезентативних) схем, хоча разом вони можуть розглядатися як схематична подвійність. У подальших обговореннях Піаже англійською мовою schema часто було неправильним перекладом оригінальної французької schéme Піаже. Ця відмінність була особливо важливою в теоріях втіленого пізнання та екологічної психології.
Ця концепція була вперше описана в роботах британського психолога Фредеріка Бартлетта, який спирався на термін «схема тіла», використаний неврологом Генрі Гедом у 1932 році. У 1952 році Жан Піаже, якому приписують першу теорію когнітивного розвитку схем, популяризував цю ідеологію. До 1977 року педагог-психолог Річард С. Андерсон розширив її до теорії схем. З тих пір інші терміни використовувалися для опису схеми, наприклад «кадр», «сцена» і «сценарій».

## Схематична обробка
Завдяки використанню схем, евристичної техніки для кодування та відновлення спогадів, більшість типових ситуацій не вимагають особливої напруженої обробки. Люди можуть швидко організувати нове сприйняття в схеми та діяти без зусиль. Проте цей процес не завжди точний, і у людей можуть виникнути ілюзорні кореляції, тобто тенденція формувати неточні або необґрунтовані асоціації між категоріями, особливо коли інформація відрізняється.
Тим не менш, схеми можуть впливати на поглинання нової інформації та перешкоджати їй, наприклад, коли існуючі стереотипи, породжуючи обмежені чи упереджені дискурси та очікування, спонукають людину «бачити» або «пам'ятати» щось, чого не було, тому що це більш правдоподібно з точки зору його/її схеми. Наприклад, якщо добре одягнений бізнесмен малює ножа на бродязі, схеми глядачів можуть (і часто так і роблять) спонукати їх «запам'ятати», як бродяга тягне ножа. Таке спотворення пам'яті було продемонстровано. (Див. § Фонове дослідження нижче). Крім того, було виявлено, що він впливає на формування епізодичної пам'яті у людей. Наприклад, під час тестування на певні умови запам'ятовування людина з більшою ймовірністю запам'ятає пенал в офісі, ніж череп, навіть якщо обидва присутні в офісі..
Схеми взаємопов'язані, і до однієї інформації можна застосувати декілька конфліктуючих схем. Зазвичай вважається, що схеми мають певний рівень активації, який може поширюватися серед пов'язаних схем. За допомогою різних факторів, таких як поточна активація, доступність, підготовка та емоції, можна вибрати певну схему.
Доступність — це те, наскільки легко схема може прийти в голову, і визначається особистим досвідом і знаннями. Це можна використовувати як когнітивний ярлик, тобто вона дозволяє вибрати найбільш поширене пояснення для нової інформації.
При праймінгу (підвищена чутливість до певної схеми внаслідок нещодавнього досвіду) короткий непомітний стимул тимчасово забезпечує достатню активацію схеми, щоб вона використовувалася для подальшої неоднозначної інформації. Хоча це може вказувати на можливість підсвідомих повідомлень, ефект праймінгу настільки швидкоплинний, що його важко виявити поза лабораторними умовами.

## Фонове дослідження

### Фредерік Бартлетт
Оригінальна концепція схем пов'язана з концепцією реконструктивної пам'яті, запропонованою та продемонстрованою в серії експериментів Фредеріком Бартлеттом. Бартлетт почав надавати учасникам інформацію, яка була незнайомою для їхнього культурного середовища та очікувань, згодом відстежуючи, як вони згадували ці різні елементи інформації (історії тощо). Бартлетт зміг встановити, що існуючі схеми та стереотипи людей впливають не лише на те, як вони інтерпретують «чужу для схеми» нову інформацію, але й на те, як вони згадують інформацію з часом. Одне з його найвідоміших розслідувань включало прохання учасників прочитати індіанську народну казку «Війна привидів» і пригадати її кілька разів упродовж року. Усі учасники трансформували деталі історії таким чином, щоб вона відображала їхні культурні норми та очікування, тобто відповідно до їхніх схем. Факторами, які вплинули на їхній заклик повернутися, були:
- Упущення інформації, яка була визнана несуттєвою для учасника;
- Трансформація деяких деталей або порядку згадування подій тощо; зміщення фокусу та наголосу з точки зору того, що вважалося найважливішим аспектом казки;
- Раціоналізація: деталі та аспекти казки, які не мали б сенсу, були б «викреслені» та пояснені, намагаючись зробити їх зрозумілими для відповідної особи;
- Культурні зрушення: зміст і стиль оповідання було змінено, щоб виглядати більш узгодженим і відповідним з точки зору культурного походження учасника.

Робота Бартлетта була надзвичайно важливою для демонстрації того, що довгострокові спогади не є ні фіксованими, ні незмінними, а постійно коригуються, оскільки схеми розвиваються з досвідом. Його робота сприяла структурі відновлення пам'яті, у якій люди конструюють минуле та сьогодення в постійному процесі наративного/дискурсивного коригування. Значна частина того, що люди «пам'ятають», є конфабульованим наративом (скоригованим і раціоналізованим), який дозволяє їм думати про минуле як про безперервний і узгоджений ряд подій, навіть якщо ймовірно, що великі ділянки пам'яті (як епізодичні, так і семантичні) є невідновними або неточними в будь-який момент часу.
Важливий крок у розвитку теорії схем був зроблений роботою Д. Е. Румельгарта, яка описує розуміння наративу та історій. Подальша робота над концепцією схем була проведена В. Ф. Брюером і Дж. К. Трейенсом, які продемонстрували, що кероване схемою очікування наявності об'єкта іноді було достатнім, щоб викликати його неправильний спогад. Був проведений експеримент, під час якого учасників попросили почекати в кімнаті, визначеній як кабінет академіка, а потім запитали про вміст кімнати. Деякі учасники пригадали, що бачили книги в дослідженні, хоча жодної не було. Брюер і Трейєнс дійшли висновку, що очікувань учасників щодо того, що книги присутні в дослідженнях академіків, було достатньо, щоб запобігти їх точному пригадуванню сцен.
У 1970-х роках вчений комп'ютерник Марвін Мінський намагався розробити машини, які б мали людські можливості. Коли він намагався знайти рішення для деяких труднощів, з якими він зіткнувся, він натрапив на роботу Бартлетта і дійшов висновку, що якщо він колись збирається змусити машини діяти як люди, йому потрібно, щоб вони використовували свої накопичені знання для виконання процесів. Конструкція фрейму була способом уявлення знань у машинах, тоді як його конструкт фрейму можна розглядати як розширення та вдосконалення конструкції схеми. Він створив концепцію фреймових знань як спосіб взаємодії з новою інформацією. Він запропонував, щоб фіксована і широка інформація була представлена як кадр, але вона також складалася б із слотів, які приймали б діапазон значень; але якби світ не мав значення для слота, тоді він був би заповнений значенням за замовчуванням. Завдяки роботі Мінського комп'ютери тепер мають сильніший вплив на психологію. У 1980-х роках Девід Румельхарт розширив ідеї Мінського, створивши явно психологічну теорію ментального уявлення складних знань.
Роджер Шанк і Роберт Абельсон розробили ідею сценарію, яка була відома як загальне знання послідовності дій. Це призвело до багатьох нових емпіричних досліджень, які виявили, що надання відповідної схеми може допомогти покращити розуміння та пригадування уривків.
Схеми також розглядалися з соціокультурної точки зору за допомогою Лева Виготського, у якому існує трансакційний зв'язок між розвитком схеми та середовищем, яке на неї впливає, так що схема не розвивається незалежно як конструкт у свідомості, а несе в собі всі аспекти історії, соціального та культурного значення, які впливають на її розвиток. Схеми — це не просто сценарії чи фреймворки, до яких можна звертатися, це активні процеси для вирішення проблем і взаємодії зі світом. Однак схеми можуть також сприяти впливовим зовнішнім соціокультурним перспективам, таким як розвиток расистських тенденцій, ігнорування маргіналізованих спільнот і культурних неправильних уявлень.

## Модифікація
Нова інформація, яка входить до схеми індивіда, легко запам'ятовується та включається в його світогляд. Однак, коли сприймається нова інформація, яка не відповідає схемі, може статися багато речей. Однією з найпоширеніших реакцій є те, що людина просто ігнорує або швидко забуває нову інформацію, яку вона отримала. Це може відбуватися на несвідомому рівні, тобто людина ненавмисно може навіть не сприйняти нову інформацію. Люди також можуть інтерпретувати нову інформацію таким чином, щоб мінімізувати кількість змін у своїх схемах. Наприклад, Боб вважає, що кури не несуть яєць. Потім він бачить, як курка несе яйце. Замість того, щоб змінити частину своєї схеми, яка говорить, що «кури не несуть яйця», він, швидше за все, прийме переконання, що тварина, про яку він щойно бачив, несучи яйце, не є справжньою куркою. Це приклад підтверджувальної упередженості, тенденції встановлювати вищі стандарти для доказів, які суперечать очікуванням. Воно також відоме як когнітивний дисонанс. Однак, якщо нову інформацію не можна проігнорувати, необхідно змінити існуючі схеми або створити нові схеми (розміщення).
Жан Піаже (1896—1980) найбільш відомий своєю роботою з розвитком людських знань. Він вважав, що знання будуються на когнітивних структурах, і він вірив, що люди розвивають когнітивні структури шляхом розміщення та асиміляції інформації. Пристосування — це створення нової схеми, яка краще підійде до нового середовища, або коригування старої схеми. Пристосування також можна інтерпретувати як установлення обмежень на поточну схему, і зазвичай відбувається, коли асиміляція не вдається. Асиміляція — це коли люди використовують поточну схему, щоб зрозуміти навколишній світ. Піаже вважав, що схеми застосовуються до повсякденного життя, і тому люди сприймають і засвоюють інформацію природним шляхом. Наприклад, якщо ця курка має червоне пір'я, Боб може сформувати нову схему, яка говорить: «Кури з червоним пір'ям можуть нести яйця». Ця схема в майбутньому буде змінена або повністю видалена.
Асиміляція — це повторне використання схем для підгонки нової інформації. Наприклад, коли людина бачить незнайому собаку, вона, ймовірно, просто інтегрує її у схему свого собаки. Однак, якщо собака поводиться дивно і не схожа на собаку, буде пристосування, оскільки для цієї конкретної собаки формується нова схема. З акомодацією та асиміляцією виникає ідея рівноваги. Піаже описує рівновагу як стан пізнання, який збалансований, коли схема здатна пояснити те, що вона бачить і сприймає. Коли інформація є новою та не вписується в попередню існуючу схему, може статися порушення рівноваги. Коли відбувається порушення рівноваги, це означає, що людина розчарована і намагатиметься відновити когерентність своїх когнітивних структур за допомогою акомодації. Якщо взяти нову інформацію, засвоєння нової інформації триватиме, доки вони не виявлять, що згодом доведеться внести нові зміни до неї, але поки що людина знову залишається в рівновазі. Процес рівноваги — це коли люди переходять від фази рівноваги до фази порушення рівноваги і назад до рівноваги.
З огляду на це, нові схеми людини можуть бути розширенням схем у підтип. Це дозволяє включити інформацію в існуючі переконання, не суперечивши їм. Прикладом у соціальній психології може бути поєднання переконань людини щодо жінок та їхніх переконань щодо бізнесу. Якщо зазвичай вважається, що жінки не займаються бізнесом, але людина зустрічає жінку, яка займається бізнесом, може виникнути новий підтип підприємиці, і сприйнята інформація буде включена в цей підтип. Активація схеми «жінка» або «бізнес» може зробити далі доступною схему «бізнесвумен». Це також дозволяє зберегти попередні переконання щодо жінок або підприємців. Замість того, щоб змінювати схеми, пов'язані з жінками чи бізнесменами, підтип є окремою категорією.

## Самосхема
Схеми про себе вважаються заснованими на сьогоденні та заснованими на минулому досвіді. Спогади формуються у світлі самоуявлення людини. Наприклад, люди з позитивною самосхемою (тобто більшість людей) вибірково звертають увагу на втішну інформацію та ігнорують невтішну, внаслідок чого втішна інформація підлягає глибшому кодуванню, а отже, краще запам'ятовується. Навіть коли кодування є однаково сильним для позитивного та негативного зворотного зв'язку, позитивний зворотний зв'язок, швидше за все, запам'ятається. Більше того, спогади можуть бути навіть спотворені, щоб стати більш сприятливими: наприклад, люди зазвичай пам'ятають оцінки на іспитах як кращі, ніж вони були насправді. Однак, коли люди мають негативні погляди на себе, спогади, як правило, упереджені таким чином, що підтверджують негативну схему себе; люди з низькою самооцінкою, наприклад, схильні запам'ятовувати більше негативної інформації про себе, ніж позитивної. Таким чином, пам'ять має тенденцію бути упередженою таким чином, щоб підтверджувати існуючу схему Я агента.
Є три основні наслідки самосхем. По-перше, інформація про себе обробляється швидше й ефективніше, особливо послідовна інформація. По-друге, людина витягує та запам'ятовує інформацію, яка має відношення до її самосхеми. По-третє, людина буде схильна протистояти інформації в середовищі, яка суперечить її самооцінці. Наприклад, студенти з певною самооцінкою віддають перевагу сусідам по кімнаті, чия думка про них узгоджується з цією схемою. Студенти, які в кінцевому підсумку мають сусідів по кімнаті, чия думка про них суперечить їхній самооцінці, швидше за все, спробують знайти нового сусіда по кімнаті, навіть якщо ця думка буде позитивною. Це приклад самоперевірки.
Як дослідив Аарон Бек, автоматично активовані негативні схеми Я є значним фактором депресії. Згідно з Коксом, Абрамсоном, Девайном і Голлоном (2012), ці самосхеми є, по суті, тим самим типом когнітивної структури, що й стереотипи, які вивчають дослідники упереджень (наприклад, обидва вони добре відпрацьовані, автоматично активуються, важко змінити, впливові щодо поведінки, емоцій і суджень, а також упередженої обробки інформації).
Я-схема також може самозмінюватися. Це може являти особливу роль у суспільстві, яка базується на стереотипі, наприклад: «Якщо мати каже своїй дочці, що вона схожа на хлопчика, її донька може відреагувати, вибравши заняття, якими, на її думку, займався би хлопчик. І навпаки, якщо мати каже їй, що вона виглядає як принцеса, її донька може вибрати заняття, які вважаються більш жіночними». Це приклад того, як Я-схема стає самопідтримуваною, коли людина під рукою вибирає діяльність, яка базується на очікуванні, а не на її бажаннях.

## Схема терапія
Схема терапія була заснована Джеффрі Янгом і являє собою розвиток когнітивно-поведінкової терапії (КПТ) спеціально для лікування розладів особистості. Ранні дезадаптивні схеми описані Янгом як широкі та всепроникні теми або шаблони, що складаються зі спогадів, почуттів, відчуттів і думок щодо себе та своїх стосунків з іншими; вони можуть бути фактором, що сприяє результатам лікування психічних розладів і підтриманню ідей, переконань і поведінки щодо себе та інших. Вважається, що вони розвиваються в дитинстві чи підлітковому віці та є дисфункціональними, оскільки вони призводять до самопрограшної поведінки. Приклади включають схеми покинутості/нестабільності, недовіри/зловживання, емоційної депривації та дефектності/сорому.
Схема-терапія поєднує КПТ з елементами гештальт-терапії, об'єктних відносин, конструктивістської та психоаналітичної терапії для лікування характерологічних труднощів, які є розладами особистості та лежать в основі багатьох хронічних депресивних або тривожних симптомів, які наявні у клініці. Янг сказав, що КПТ може бути ефективним методом лікування симптомів, але без концептуальних або клінічних ресурсів для боротьби з основними структурами (дезадаптивними схемами), які послідовно організовують досвід пацієнта, пацієнт, швидше за все, знову повернеться до некорисних способів спілкування з іншими, намагаючись задовольнити їхні потреби. При розробці схемотерапії Янг зосередився на тому, щоб однаково використовувати різні методи лікування. Когнітивні поведінкові методи працюють над підвищенням доступності та міцності адаптивних схем, одночасно зменшуючи дезадаптивні. Це може включати ідентифікацію існуючої схеми, а потім визначення альтернативи для її заміни. Труднощі виникають, оскільки ці типи схем часто існують в абсолютних значеннях; тоді модифікація вимагає заміни в абсолютних значеннях, інакше початкове переконання може зберегтися. Різниця між когнітивно-поведінковою терапією та схемотерапією, згідно з Янгом, полягає в тому, що остання «підкреслює довічні моделі, методи афективної зміни та терапевтичні стосунки, з особливим акцентом на обмеженому повторному вихованні». Він рекомендував, що ця терапія буде ідеальною для клієнтів із важкими та хронічними психологічними розладами. Деякими зразками можуть бути розлади харчової поведінки та розлади особистості. Він також мав успіх із цією терапією щодо депресії та зловживання психоактивними речовинами.